# Maurício Carneiro Magnavita
Maurício Carneiro Magnavita (* 1935 in Rio de Janeiro) ist ein ehemaliger brasilianischer Diplomat.

## Leben
Maurício Carneiro Magnavita erwarb einen Bachelor der Rechtswissenschaft und der Sozialwissenschaft an der Pontifícia Universidade Católica do Rio de Janeiro. Von Dezember 1960 bis September 1961 war er Beamter im Erziehungsministerium des Bundesstaates Guanabara und die Brasilianische Streitkräfte ernannten ihn zum Reserveoffizieranwärter, Pionier. Von 1964 bis 1967 war er Gesandtschaftssekretär dritter Klasse in London, ab 1966 war er Vicekonsul unter Generalkonsul João Gracie Lampreia (* 17. November 1912 in Santos; † 16. Juni 1995 in Rio de Janeiro) Diplomat, Vater von Luiz Felipe Lampreia, Sohn von Carolina Souza Leão Gracie und José Camello Lampreia (* 26. November 1885 in Portugal) am Generalkonsulat in 32 Green Street W. I. Von 14. November 1968 bis 21. Januar 1969 war er Geschäftsträger in Damaskus. Ab 18. August 1971 war er Geschäftsträger in Algier. Von 16. Januar 1975 bis 22. Juni 1975 war er Geschäftsträger in Kuwait. 1982 legte er im Rahmen des Curso de Alto Estudios die Studie O Islam no pensamento político árabe. vor.
Am 31. Dezember 1983 war er Bevollmächtigter bei der Gründung des Prospektionsunternehmens Companhia de Pesquisa de Recursos Minerais. Von 30. Juni 1989 bis 18. August 1994 war er Botschafter in Beirut.